# Serie A2 2010-2011 (rugby a 15)
La serie A2 2010-11 fu il quarto campionato intermedio tra la seconda e la terza divisione di rugby a 15 in Italia.
Si tenne dal 3 ottobre 2010 all’8 maggio 2011 tra 12 squadre a girone unico, e le sue due prime classificate parteciparono serie A1 della stagione successiva, mentre solo la prima classificata fu ammessa ai play-off promozione in Eccellenza della contemporanea edizione di serie A1.
Vincitore del torneo fu Reggio Emilia che guadagnò la promozione in serie A1 2011-12 insieme a Modena, classificatosi alle sue spalle, e accedette ai play-off promozione in Eccellenza contro le prime tre classificate di serie A1 2010-11.
Asti e Piacenza retrocedettero direttamente, mentre Roccia e Gladiatori Sanniti spareggiarono contro, rispettivamente, Amatori Milano e Badia, undicesima e dodicesima classificata di serie A1 2010-11.
Roccia Rubano batté i milanesi relegandoli in serie B e mantenendo la propria posizione in A2; i Gladiatori Sanniti furono invece sconfitti da Badia e furono retrocessi.

## Squadre partecipanti
| Club               | Sponsor                               | Città                 | Impianto interno              |
| ------------------ | ------------------------------------- | --------------------- | ----------------------------- |
| Amatori Alghero    | Novaco (edilizia)                     | Alghero               | Stadio Maria Pia              |
| Amatori Catania    |                                       | Catania               | Stadio Goretti                |
| Asti               |                                       | Asti                  | Stadio Lungotanaro            |
| Gladiatori Sanniti |                                       | Benevento             | Stadio Pacevecchia            |
| Grande Milano      |                                       | Milano                | Stadio Giuriati               |
| Lyons              | Banca Farnese                         | Piacenza              | Stadio Beltrametti            |
| Modena             | Donelli (industria alimentare)        | Modena                | Stadio Collegarola            |
| Piacenza           |                                       | Piacenza              | Stadio Beltrametti            |
| Reggio Emilia      | Cosmo Haus (abitazioni prefabbricate) | Reggio Emilia         | Stadio Crocetta Canalina      |
| Riviera            |                                       | Mira (VE)             | Impianti sportivi comunali    |
| Roccia Rubano      |                                       | Rubano                | Impianti sportivi v. Borromeo |
| Valpolicella       |                                       | San Pietro in Cariano | Campo sportivo comunale       |

## Formula
Il campionato si tenne a girone unico; a essere interessati ai play-off e ai play-out furono la prima, la nona e la decima classificata, mentre le ultime due classificate di A2 retrocedettero direttamente in serie B.
- la prima classificata entrò nei play-off promozione come quarta del seeding dopo le prime tre classificate di serie A1 e fu abbinata in semifinale alla prima classificata della serie A1;
- le prime due classificate furono ammesse alla serie A1 della stagione successiva;
- la nona e la decima della serie A2 furono abbinate, nei play-out salvezza, rispettivamente alla dodicesima e all'undicesima di serie A1: ciascuna delle due perdenti del doppio confronto sarebbe stata retrocessa in serie B, le vincenti sarebbero rimaste in serie A2[4].

## Stagione regolare
| 3-10-2010  | 1ª/12ª giornata                   | 16-1-2011 |
| ---------- | --------------------------------- | --------- |
| 13-19      | Piacenza - Asti                   | 18-17     |
| 17-11      | Reggio Emilia - Riviera           | 5-6       |
| 20-0       | Am. Catania - Gladiatori Sanniti  | 23-13     |
| 17-16      | Valpolicella - Modena             | 10-15     |
| 15-18      | Rubano - Lyons                    | 16-29     |
| 18-24      | Gr. Milano - Alghero              | 13-10     |
|            |                                   |           |
| 24-10-2010 | 4ª/15ª giornata                   | 20-2-2011 |
| 41-0       | Alghero - Piacenza                | 17-6      |
| 20-9       | Modena - Asti                     | 27-11     |
| 17-32      | Gr. Milano - Reggio Emilia        | 6-12      |
| 22-15      | Lyons - Am. Catania               | 3-15      |
| 28-17      | Riviera - Rubano                  | 9-14      |
| 28-27      | Gladiatori Sanniti - Valpolicella | 14-20     |
|            |                                   |           |
| 28-11-2010 | 7ª/18ª giornata                   | 3-4-2011  |
| 6-45       | Piacenza - Reggio Emilia          | 3-48      |
| 27-32      | Asti - Riviera                    | 14-32     |
| 14-7       | Rubano - Am. Catania              | 3-10      |
| 10-24      | Valpolicella - Gr. Milano         | 20-13     |
| 16-23      | Alghero - Lyons                   | 37-31     |
| 27-5       | Modena - Gladiatori Sanniti       | 22-19     |
|            |                                   |           |
| 19-12-2010 | 10ª/21ª giornata                  | 1-5-2011  |
| 24-10      | Rubano - Piacenza                 | 22-9      |
| 16-12      | Valpolicella - Asti               | 37-22     |
| 14-5       | Reggio Emilia - Modena            | 26-27     |
| 19-7       | Am. Catania - Alghero             | 13-17     |
| 23-22      | Gr. Milano - Riviera              | 29-17     |
| 26-10      | Lyons - Gladiatori Sanniti        | 24-23     |

| 10-10-2010 | 2ª/13ª giornata                    | 23-1-2011 |
| ---------- | ---------------------------------- | --------- |
| 35-14      | Gladiatori Sanniti - Piacenza      | 25-21     |
| 8-34       | Asti - Reggio Emilia               | 7-51      |
| 18-21      | Riviera - Am. Catania              | 17-12     |
| 26-0       | Alghero - Valpolicella             | 15-8      |
| 24-12      | Modena - Rubano                    | 13-9      |
| 31-13      | Lyons - Gr. Milano                 | 5-15      |
|            |                                    |           |
| 31-10-2010 | 5ª/16ª giornata                    | 6-3-2011  |
| 22-30      | Piacenza - Riviera                 | 5-37      |
| 33-3       | Asti - Gladiatori Sanniti          | 17-22     |
| 22-10      | Reggio Emilia - Am. Catania        | 5-3       |
| 6-0        | Lyons - Valpolicella               | 13-16     |
| 11-16      | Rubano - Gr. Milano                | 14-14     |
| 10-16      | Alghero - Modena                   | 14-25     |
|            |                                    |           |
| 5-12-2010  | 8ª/19ª giornata                    | 10-4-2011 |
| 27-6       | Lyons - Piacenza                   | 30-18     |
| 16-0       | Rubano - Asti                      | 23-20     |
| 25-5       | Reggio Emilia - Valpolicella       | 24-19     |
| 3-16       | Am. Catania - Modena               | 6-32      |
| 18-0       | Riviera - Alghero                  | 22-39     |
| 19-13      | Gr. Milano - Gladiatori Sanniti    | 28-13     |
|            |                                    |           |
| 9-1-2011   | 11ª/22ª giornata                   | 8-5-2011  |
| 9-16       | Piacenza - Valpolicella            | 21-53     |
| 18-14      | Asti - Am. Catania                 | 17-29     |
| 14-18      | Gladiatori Sanniti - Reggio Emilia | 27-29     |
| 16-18      | Riviera - Lyons                    | 19-23     |
| 6-9        | Alghero - Rubano                   | 26-28     |
| 31-17      | Modena - Gr. Milano                | 29-20     |

| 17-10-2010 | 3ª/14ª giornata              | 30-1-2011 |
| ---------- | ---------------------------- | --------- |
| 3-45       | Piacenza - Modena            | 6-22      |
| 13-25      | Asti - Alghero               | 13-43     |
| 29-9       | Reggio Emilia - Lyons        | 25-10     |
| 36-10      | Am. Catania - Gr. Milano     | 36-35     |
| 14-11      | Valpolicella - Riviera       | 14-19     |
| 34-17      | Rubano - Gladiatori Sanniti  | 17-14     |
|            |                              |           |
| 7-11-2010  | 6ª/17ª giornata              | 27-3-2011 |
| 56-3       | Gr. Milano - Piacenza        | 36-10     |
| 26-12      | Lyons - Asti                 | 23-11     |
| 36-13      | Reggio Emilia - Rubano       | 22-6      |
| 7-20       | Am. Catania - Valpolicella   | 21-6      |
| 0-22       | Riviera - Modena             | 21-29     |
| 25-22      | Gladiatori Sanniti - Alghero | 10-15     |
|            |                              |           |
| 12-12-2010 | 9ª/20ª giornata              | 17-4-2011 |
| 3-19       | Piacenza - Am. Catania       | 7-45      |
| 5-39       | Asti - Gr. Milano            | 15-45     |
| 19-24      | Alghero - Reggio Emilia      | 23-30     |
| 12-25      | Gladiatori Sanniti - Riviera | 8-39      |
| 23-16      | Valpolicella - Rubano        | 28-21     |
| 38-10      | Modena - Lyons               | 43-10     |

### Classifica
|  |     | Squadra            | G  | V  | N | P  | PF  | PS  | P±   | B  | Pen | Pt |
|  | --- | ------------------ | -- | -- | - | -- | --- | --- | ---- | -- | --- | -- |
|  | 1.  | Reggio Emilia      | 22 | 20 | 0 | 2  | 573 | 254 | 319  | 16 | 0   | 96 |
|  | 2.  | Modena             | 22 | 20 | 0 | 2  | 544 | 252 | 292  | 10 | 0   | 90 |
|  | 3.  | Lyons              | 22 | 14 | 0 | 8  | 417 | 408 | 9    | 8  | 0   | 64 |
|  | 4.  | Grande Milano      | 22 | 12 | 1 | 9  | 506 | 400 | 106  | 11 | 0   | 61 |
|  | 5.  | Amatori Catania    | 22 | 12 | 0 | 10 | 385 | 305 | 80   | 11 | 0   | 59 |
|  | 6.  | Amatori Alghero    | 22 | 11 | 0 | 11 | 452 | 364 | 88   | 14 | 0   | 58 |
|  | 7.  | Valpolicella       | 22 | 12 | 0 | 10 | 379 | 378 | 1    | 10 | 0   | 58 |
|  | 8.  | Riviera            | 22 | 11 | 0 | 11 | 449 | 385 | 64   | 10 | 0   | 54 |
|  | 9.  | Roccia Rubano      | 22 | 10 | 1 | 11 | 354 | 379 | −25  | 8  | 0   | 50 |
|  | 10. | Gladiatori Sanniti | 22 | 5  | 0 | 17 | 350 | 520 | −170 | 10 | 4   | 26 |
|  | 11. | Asti               | 22 | 3  | 0 | 19 | 320 | 588 | −268 | 7  | 0   | 19 |
|  | 12. | Piacenza           | 22 | 1  | 0 | 21 | 213 | 709 | −496 | 3  | 0   | 7  |

## Verdetti
- Reggio Emilia e Modena: promosse in serie A1 2011-12
- Gladiatori Sanniti: retrocessa in serie B 2011-12 dopo spareggio
- Asti e Piacenza retrocesse direttamente in serie B 2011-12